# Vladislav Inozemcev
Vladislav Leonidovič Inozemcev (* 10. října 1968, Gorkij, Sovětský svaz) je ruský ekonom a sociolog. Je zakladatelem a ředitelem moskevského Centra pro výzkum postindustriální společnosti. Je profesorem a vedoucím katedry světové ekonomiky Fakulty veřejné správy Lomonosovovy univerzity.
V roce 2010 podepsal výzvu Putin musí odejít, je stálým účastníkem opozičního Fóra svobodného Ruska.
Od prosince 2011 do března 2012 byl poradcem ruského podnikatele Michaila Prochorova, který tehdy kandidoval v prezidentských volbách. Se ziskem asi 8 % hlasů skončil Prochorov na 3. místě, za Vladimirem Putinem a komunistou Gennadijem Zjuganovem.
Invazí na Ukrajinu v únoru 2022 Rusko podle Inozemceva „spáchalo politickou i ekonomickou sebevraždu“. Čeká ho podle něj obrovská inflační vlna, nedostatek zboží i růst nezaměstnanosti.

## Dílo
Inozemcev je autorem více než 600 prací publikovaných v Rusku, Francii, Spojeném království nebo USA.